# Александринский сиротский институт
Александринский сиротский институт — воспитательно-учебное заведение Российской империи.
В Москве после эпидемии холеры 1831 года осиротело много чиновников и офицеров. Опекунский совет выступил с инициативой государственного призрения этих сирот. С целью воспитания и обучения детей «небогатых состояний» 4 января 1831 года было Высочайше одобрено императором создание сиротского учреждения на один год; затем, 6 декабря 1831 года было решено сохранить его далее под названием Александринский сиротский институт. 
В него принимали осиротевших детей беднейших дворян, детей офицеров, чиновников, медиков, священников, художников.
Число питомцев было определено в 300 человек, по 150 каждого пола; дети делились на два разряда: малолетний (до семи лет) и старший, требующий обучения детей; после семи лет было обязательное разделение по полам. Воспитанники должны были при выпуске либо определяться на государственную (статскую или военную) службу, либо для дальнейшего обучения — в университет или медико-хирургическую академию; из числа воспитанниц, лучшие назначались классными дамами, либо воспитательницами в частных домах.
Обучение полагалось вести по программе гимназий, исключая греческий язык; а латинский язык преподавался только способным воспитанникам, которые в дальнейшем будут получать высшее образование. Старший разряд делился на шесть классов; два первых подготовительных класса продолжались три года; следующие два первых класса — два года; второй и третий классы продолжались по два года каждый. Для девиц, два первых класса продолжались три года; также второй и третий классы продолжались по три года каждый. При выпуске питомцев им выдавалось из средств Воспитательного дома единовременное пособие: для мужского пола — от 100 до 200 рублей; для женского пола — от 75 до 150 рублей.
Первоначально институт был размещен в бывшем доме графа Разумовского, на Гороховом Поле; затем был приобретён дом генерала Апраксина на Арбате, переделка которого под нужды сиротского института обошлась Воспитательному дому в 1 332 369 рублей.
Главным начальником института был почётный опекун, под руководством которого им управлял директор. 
В 1847 году женское отделение Александринского сиротского института было присоединено к московскому  Николаевскому сиротскому институту, а в 1850 году из Александринского сиротского института был образован Александринский сиротский кадетский корпус.